# Hermann Kleemann
Hermann Christoph Kleemann (* 26. September 1915 in Westdorf; † 12. November 1977 in Herten) war ein deutscher SS-Oberscharführer im KZ Auschwitz, der Lagerführer in den Außenlagern Bismarckhütte sowie Janinagrube war und Todesmärsche von KZ-Häftlingen begleitete.

## Leben
Kleemann war der Sohn eines Angestellten der Reichsbahn und gelernter Metzger. Zum 1. Mai 1937 trat er der NSDAP bei (Mitgliedsnummer 4.629.413). Nach eigenen Angaben war er ab 1941 im KZ Auschwitz eingesetzt, zunächst im Block 11 mit dem Lagerarrest und danach als Kommandoführer im Stammlager des KZ Auschwitz. Ab Sommer 1943 war er Rapportführer im Außenlager Eintrachthütte des KZ Auschwitz. Am 15. September 1943 wurde er mit dem Kriegsverdienstkreuz II. Klasse mit Schwertern ausgezeichnet.
Ab März 1944 übernahm er die Lagerführung im Außenlager Janinagrube des KZ Auschwitz, wo ein Großteil der Häftlinge ohne Schutzkleidung unter schwersten Arbeitsbedingungen Kohle abbauen mussten. Die Todesrate unter den Häftlingen war in diesem Lager sehr hoch. Kleemann war bei den Häftlingen sehr gefürchtet, da er Häftlinge schwer misshandelte, kräftezehrende Sportübungen veranstaltete und bei Schießübungen auch keine Rücksicht auf Verletzungen von Häftlingen nahm. Von den Häftlingen erhielt er daher den Spitznamen Revolverking.
Im September 1944 wurde er Lagerführer im neu eingerichteten Außenlager Bismarckhütte des KZ Auschwitz, das er bis zur kriegsbedingten Evakuierung des Lagers im Januar 1945 leitete. Im Außenlager Bismarckhütte waren die Häftlinge zur Geschützproduktion eingesetzt. Kleemann wohnte mit seiner Frau und Kindern in einem abgetrennten Teil des Lagers.
Im Zuge der Evakuierung des KZ Auschwitz führte Kleemann am 18. Januar 1945 einen Todesmarsch von KZ-Häftlingen aus dem Lager in das KZ Mittelbau-Dora. Anschließend übernahm Kleemann die Lagerführung im Außenlager Woffleben, wo Häftlinge Zwangsarbeit im Stollenvortrieb leisten mussten. Im Zuge der Evakuierung des Lagers am 4. April 1945 begleitete Kleemann einen Todesmarsch von KZ-Häftlingen in das KZ Bergen-Belsen.
Nach Kriegsende wurde gegen Kleemann ein Verfahren wegen Tötungen auf dem Todesmarsch durch das Landgericht Itzehoe eingeleitet. Er wurde jedoch 1951 freigesprochen. Er gab 1961 bei einer Vernehmung als Beruf Bergmann an. Aufgrund mangelnden Tatverdachts wurden auch Ermittlungsverfahren gegen Kleemann zum Tatkomplex Verbrechen im Außenlager Eintrachthütte (mangelnder Tatverdacht), Bismarckhütte (mangelnder Tatverdacht) und Janinagrube (Verhandlungsunfähigkeit 1977) in den 1970er Jahren eingestellt.